# 북부작은물쥐
북부작은물쥐 또는 남부홈이있는이빨땃쥐쥐(Microhydromys richardsoni)는 쥐과에 속하는 설치류의 일종이다. 인도네시아 서뉴기니와 파푸아뉴기니에서 발견된다.